# Pierre Chenu
Pour les articles homonymes, voir Chenu.
Pierre Chenu, né à Paris le 8 avril 1718, et mort dans cette même ville le 18 floréal an III (7 mai 1795), est un graveur et un marchand d'estampes français.

## Biographie
Pierre Chenu est né le 8 avril 1718, comme en témoigne son extrait baptistaire, produit par son père, Pierre Chenu, maçon, en vue de la constitution d’une rente viagère ou tontine, signée le 20 septembre 1745.
S’il y a plusieurs homonymes parisiens, il s’agit bien du graveur car, quand il signe son contrat de mariage avec Elisabeth Cécile Du Petitouvre, le 23 novembre 1748, il est dit « fils majeur de Pierre Chenu, bourgeois de Paris, et de demoiselle Louise Françoise Portié son épouse marchande lingère ». Parmi les témoins, « René Gaillard graveur en taille douce, amy ». Le mariage sera célébré en l’église Saint-Benoît le 25 novembre 1748. 
On note que son épouse, Elisabeth Cécile Du Petitouvre, est fille de « François Du Petitouvre, écuyer, seigneur de La Coulée et de Purnom », donc noble. Elle est parfois nommée Du Petitouvre de Purnom, voire de Purnom seulement, ou encore, plus mystérieusement : Robuste de Purnom, les prénoms ne changeant pas.
Fils d'un entrepreneur en bâtiment, Pierre Chenu, affecté par une malformation physique, entre à l'âge de 9 ans comme apprenti chez le graveur Jean-François Cars. Il passe ensuite en 1733 au service de Jacques-Philippe Le Bas, qu'il ne quitte qu'à l'âge de 30 ans, pour s'installer à son compte et se marier, en 1748, avec Elisabeth Cécile Du Petitouvre (ou Robuste) de Purnom. Le couple eut trois filles élevées également dans l'art de la gravure, dont Jeanne Geneviève Cécile (née le 30 novembre 1751, Théodore Victoire (née le 11 le 12 octobre 1753), et Louise Thérèse, future « Madame T. E. Chenu mariée Desmaison », passées par l'atelier de François Denis Née et qui sont encore signalées comme graveuses à Paris en 1790.
Chenu passe maître en gravure, spécialisé comme aquafortiste et pratique le burin. Il installe son atelier-boutique rue de la Harpe « passage des Jacobins vis-à-vis le Caffé de Condé ».
Vers 1745, sans doute sur les recommandations de Le Bas, il exécute une série de gravures supplémentaires, intitulée Cabinet de Mr. le Comte Bieliński Grand Maréchal de la Couronne de Pologne, destinée à une nouvelle édition du fameux recueil général des œuvres de Juste-Aurèle Meissonnier et qui fut édité à Paris par Gabriel Huquier.
Le collectionneur Claude-Alexandre de Villeneuve le requiert pour qu'il commence à graver ses tableaux et Chenu est bientôt présenté à Louis XV. Le comte Simon René de Baudouin, colonel d'infanterie et graveur à ses heures, fut également l'un de ses commanditaires pour des militaria.
Chenu est réputé pour ses reproductions de maîtres flamands comme Cornelis Bega, David Teniers, Adriaen van Ostade, Pourbus, Adriaen Van de Velde mais aussi de ses contemporains comme Pierre, Boucher, Cochin, Gabriel de Saint-Aubin, ce dernier aurait peint Chenu en « artiste bossu ».
Sa gravure représentant Denis Diderot d'après un dessin de Jean-Baptiste Garand et exécutée vers 1760 était considérée par le philosophe lui-même comme ce qui lui ressemblerait le plus.
Il eut pour élève Jean-Baptiste Michel (Paris, 1748 - Londres, 1804).

## Conservation
- Jean-Raymond de Petity (texte), Gravelot & Pierre Lélu (dessin), Suite de [six] médaillon allégorique, ovale, surmonté de l'aigle d'Autriche et du coq gaulois qui "se becquètent en signe d'alliance conjugale", et orné de deux cornes d'abondance renversées, Paris, chez P. Chenu, cir. 1774, Bibliothèque nationale de France, département Estampes et photographie.